# Sol de Miró

Logotip vectoritzat

El logotip de la marca país d'Espanya, més conegut com a logotip d'Espanya o Sol de Miró, és la imatge simbòlica i representativa de la 
marca Espanya, considerada un cas reeixit de country branding. Va ser dissenyada pel pintor Joan Miró el 1983 a petició del Govern de l'Estat Espanyol per identificar el país com a destinació turística internacional. És propietat de Turespaña, i també el seu logo oficial.
El Sol de Miró va ser el primer símbol de caràcter abstracte que s'ha fet servir per identificar un estat, i va contribuir de manera determinant a forjar una nova imatge de l'estat espanyol. Segons l'Organització Mundial del Turisme, Espanya és el quart país amb més visites anuals, 4,7 milions el 2020. El model de turisme espanyol ha estat imitat per multitud de països, que després del naixement de la Marca Espanya van dissenyar els seus propis logotips.

## Descripció del logotip

### Anàlisi formal
Té una ràtio de 32:35 (6.4 × 7) i està conformat pels següents colors:
- negre (#1B161C)
- groc (Pantone Yellow C, #FFEA00)
- vermell (Pantone 1795C, #E42719)
- verd (Pantone 360 C, #7CB165)

Tot i que el logotip és gairebé tricolor, una petita àrea és de color verd pàl·lid i serveix de contrast visual. Vermell, groc i verd són colors anàlegs de gamma càlida. Una versió en escala de grisos és oferta a l'Estratègia de Màrqueting de l'Institut de Turisme d'Espanya, els quals són 70% gris per al verd, 15% gris per al groc, i 50% gris per al vermell.
Al Sol de Miró es distingeixen una estrella amb forma d'asterisc a la cantonada superior esquerra i un cercle al centre que representa el sol d'Espanya. El farciment del sol és vermell i el traç és negre i gruixut, a més d'un traç parcial groc que l'envolta.
La distribució de l'estel i el cercle equilibren la composició. La paraula «ESPAÑA» de la part inferior estan escrites a brotxa manual en una cal·ligrafia negra i irregular. Algunes de les seves parts també estan acolorides.

### Conceptualització
El concepte del logo es pot resumir en el nom de la campanya: Spain everything under the sun ('Espanya tot sota el Sol'). El tot implica diversitat, reflectit en les formes desiguals de la paraula escrita, mentre que la paleta de colors representa la bandera d'Espanya. Segons l'investigador F. Parra Montero, el sol a l'obra de Miró representa la mediterraneïtat de l'artista, és a dir, la seva cultura i la seva manera de viure, i apareix en diversos quadres, com Personatge davant el sol (1968), Autoretrats IV i II (1938) o el Mural del Sol (1957) que es troba a la seu de la UNESCO de París.

## Història
Va ser dissenyada pel pintor català Joan Miró el 1983 a petició d'Ignacio Vasallo, director general de Turespaña, l'institut de turisme públic espanyol. Al principi l'encàrrec va ser per a l'equip tècnic de la Direcció General, però «només va rebre propostes que recordaven Naranjito, per la qual cosa es va veure en la necessitat d'acudir a grans pintors espanyols i encara vius en aquell moment» (Parra Montero 2018). Vasallo va comentar en entrevistes posteriors que abans d'anar a Miró, havia escrit Dalí i Tàpies, però de cap va obtenir resposta.
La primera campanya en què va sortir el Sol de Miró com a logo oficial d'Espanya va ser Spain everything under the sun ('Espanya tot sota el Sol'), que va tenir lloc entre el 1984 i el 1990. Prèviament, els governs autonòmics d'Espanya ja havien fet les seves campanyes turístiques, però aquesta seria la primera campanya llançada per Espanya com un tot.
L'estrella i el sol van ser presos d'un cartell que Miró va realitzar el 1967 per a una exposició-homenatge a Picasso, a la Fundació Maeght (Saint Paul de Vence), i la paraula «España» va ser presa del cartell La Festa que Miró havia creat un any abans per representar Espanya al Mundial de Futbol de 1982. Aquesta selecció va ser duta a terme per Aureliano Torrent, Alejandro Gómez i Francesc Farreras. Aquest últim va executar la composició sota el beneplàcit de Miró. El pintor no va voler cobrar res per ell, i va donar els drets d'imatge «pel Rei i pel Govern». Va ser la seva darrera obra abans de morir, pocs mesos després, als noranta anys.
El logo ha sortit en altres campanyes posteriors de la Marca Espanya:
- Spain everything under the sun (1984-1990)
- Passion for life (1991-1994)
- Spain by (1995-1997)
- Bravo Spain (1998-2001)
- Spain marks (2002-2003)
- Smile! You are in Spain (2004-2009)
- Spain. 25 years beyond the sun (2008)
- I need Spain (2010-2011)
- Spain is part of you (2017)
- You deserve Spain (2021)

## Recepció
El consultor de posicionament estratègic Jack Trout, fundador de Trout & Partners, va comentar que el logotip de Miró és «espectacular». Bill Baker, reconegut pel seu posicionament de marques de turisme, considera el Sol d'Espanya com «una referència a nivell mundial». En un article de gener de 2003 a The New York Times, Sarah Baker assenyalava:

Per què tothom pensa que un nou logotip d'un país funciona? A causa d´Espanya. Fa dues dècades Joan Miró va dissenyar un impactant i calorós símbol per promoure el turisme. Gràcies en part al logo d'Espanya, la imatge d'aquest país ja no està associada a Franco, la Guerra Civil i el Quixot. Avui és un país de vi (Rioja), cinema (Almodóvar) i art (Miró)

També és un dels vint-i-nou logotips del llibre TM: Les històries no explicades després de 29 logos clàssics (2014), de Mark Sinclair, que el descriu com «un dels logos més perdurables del món».
No obstant això, el logotip també té els seus crítics, especialment durant els primers anys d'ús. Per aquella època el qualificaren com «l'ou fregit de Miró».

## Sol de Miró a la cultura
El 2009, el músic Salvador Brotons va compondre l'obra El Sol de Miró, al·ludint a aquesta imatge.